# Medinilla leytensis
Medinilla leytensis är en tvåhjärtbladig växtart som beskrevs av Elmer Drew Merrill. Medinilla leytensis ingår i släktet Medinilla och familjen Melastomataceae. Inga underarter finns listade i Catalogue of Life.